# Riccardo Tolentino
Riccardo Tolentino (fl. XX secolo) è stato un regista e attore italiano.
Nel periodo dal 1910 al 1920 risulta aver diretto 26 film, tra cui, nel 1918, in casuale contemporanea con l'omonimo film statunitense, La capanna dello zio Tom, interpretato da Paola Pezzaglia, Camillo Pilotto e Maria Campi.

## Filmografia

### Regia
- Il passato che torna - cortometraggio (1912)
- L'anniversario  (1914)
- Un naufrago della vita - cortometraggio (1914)
- La puledra bianca - cortometraggio (1914)
- L'eterno fidanzamento  (1914)
- L'ultimo dei Caldiero - cortometraggio (1914)
- Il genio della guerra  (1914)
- Inno al sole  (1915)
- Sacrificio sublime  (1915)
- Una terribile avventura di Cannelloni - cortometraggio (1915)
- Il mio diario di guerra  (1915)
- Zitellone deluse - cortometraggio (1916)
- Tragica sinfonia - cortometraggio (1916)
- Zingara  (1916)
- Sul limite della folia  (1916)
- Le memorie di una istitutrice  (1917)
- L'approdo - cortometraggio (1917)
- Wanda Warenine  (1917)
- Sorrisi e spasimi della menzogna  (1917)
- Marzy pel vasto mondo  (1917)
- Uragano  (1918)
- Le tre moschettiere  (1918)
- A peso d'oro  (1918)
- La capanna dello zio Tom  (1918)
- Un dramma in wagon-lits  (1919)
- Il re dell'abisso  (1919)

### Attore
- L'anniversario  (1914)
- Otello, regia di Arrigo Frusta  (1914)
- Un naufrago della vita - cortometraggio (1914)
- La puledra bianca - cortometraggio (1914)
- Il genio della guerra  (1914)
- Il mio bimbo - cortometraggio (1915)
- Gli occhi che accusano  (1915)
- Val d'olivi, regia di Eleuterio Rodolfi (1916)
- Il soldato d'Italia, regia di Alberto Traversa - cortometraggio (1916)
- Otello, regia di Camillo De Riso - cortometraggio (1920)
- Giuseppe Verdi, regia di Carmine Gallone  (1938)